# Who Mad Again
Who Mad Again est un single musical du chanteur Jahyanai feat. Bamby.

## Classements
| Classement (2018)                       | Meilleure position |
| --------------------------------------- | ------------------ |
| France (SNEP)                           | 54                 |
| Belgique (Wallonie Ultratop 50 Singles) | 35                 |
| Belgique (Flandre Ultratip 100)         | Tip                |

## Certifications
| Région                                                                                                 | Certification | Ventes/Streams |
| --- | ------------- | -------------- |
| France (SNEP)                                                                                          | Platine       | x*             |
| *Ventes selon la certification ^Mise en rayon selon la certification xNon précisé par la certification |               |                |